# Graves County
Das Graves County ist ein County im US-amerikanischen Bundesstaat Kentucky. Im Jahr 2020 hatte das County 36.649 Einwohner und eine Bevölkerungsdichte von 25,5 Einwohnern pro Quadratkilometer. Der Verwaltungssitz (County Seat) ist Mayfield, das nach dem Mayfield Creek benannt wurde. Das County gehört zu den Dry Countys, was bedeutet, dass der Verkauf von Alkohol eingeschränkt oder verboten ist.

## Geografie
Das County liegt fast im äußersten Südwesten von Kentucky, grenzt im Süden an Tennessee, ist im Norden etwa 15 km von Illinois entfernt und hat eine Fläche von 1.441 Quadratkilometern, wovon zwei Quadratkilometer Wasserfläche sind. An das Graves County grenzen folgende Nachbarcountys:
| Carlisle County | McCracken County           | Marshall County          |
|                 |                            | Calloway County          |
| Hickman County  | Weakley County (Tennessee) | Henry County (Tennessee) |

## Geschichte

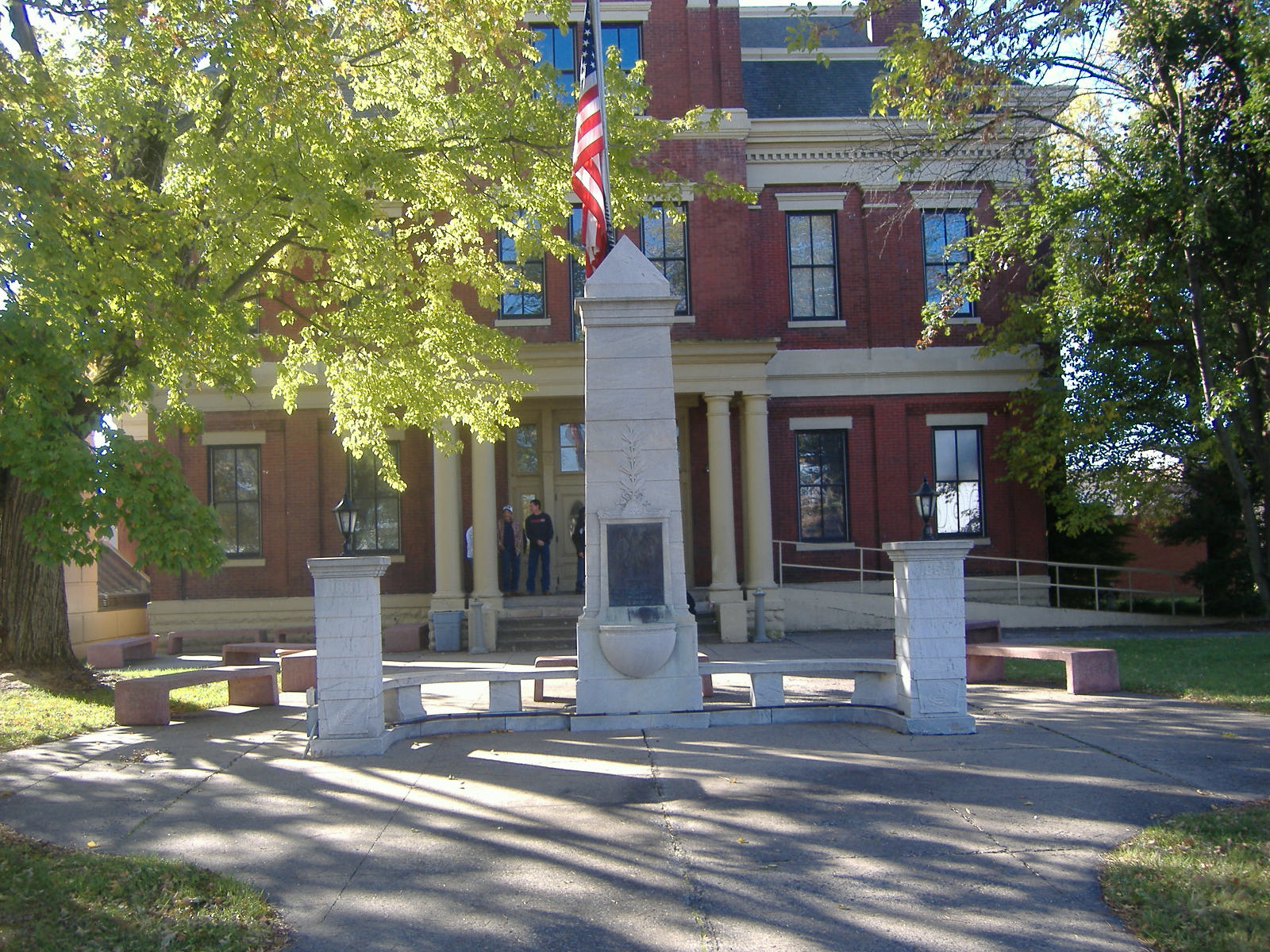
Confederate Memorial und Graves County Courthouse in Mayfield, seit 1997 bzw. 1996 im NRHP gelistet

Das Graves County wurde 1824 aus Teilen des Hickman County gebildet. Benannt wurde es nach Major Benjamin Franklin Graves (1771–1813), der 1813 in der Schlacht bei Frenchtown getötet wurde.

## Demografische Daten
Nach der Volkszählung im Jahr 2010 lebten im Graves County 37.121 Menschen in 14.807 Haushalten. Die Bevölkerungsdichte betrug 25,8 Einwohner pro Quadratkilometer.
Ethnisch betrachtet setzte sich die Bevölkerung zusammen aus 90,4 Prozent Weißen, 4,3 Prozent Afroamerikanern, 0,2 Prozent amerikanischen Ureinwohnern, 0,3 Prozent Asiaten sowie aus anderen ethnischen Gruppen; 1,8 Prozent stammten von zwei oder mehr Ethnien ab. Unabhängig von der ethnischen Zugehörigkeit waren 5,7 Prozent der Bevölkerung spanischer oder lateinamerikanischer Abstammung.
In den 14.807 Haushalten lebten statistisch je 2,49 Personen.
24,4 Prozent der Bevölkerung waren unter 18 Jahre alt, 59,0 Prozent waren zwischen 18 und 64 und 16,6 Prozent waren 65 Jahre oder älter. 51,0 Prozent der Bevölkerung war weiblich.

Das jährliche Durchschnittseinkommen eines Haushalts lag bei 34.550 USD. Das Prokopfeinkommen betrug 19.315 USD. 20,2 Prozent der Einwohner lebten unterhalb der Armutsgrenze.

## Ortschaften im Graves County

### Citys
- Mayfield
- Water Valley
- Wingo

### Census-designated places(CDP)
- Fancy Farm
- Farmington
- Hickory
- Lowes
- Pryorsburg
- Sedalia
- Symsonia

### AndereUnincorporated Communities
- Baltimore
- Bell City
- Boaz
- Boydsville
- Browns Grove
- Clear Springs
- Cooksville
- Cuba
- Dogwood
- Dublin
- Fairbanks
- Feliciana
- Folsomdale
- Golo
- Hicksville
- Holifield
- Kaler
- Kansas
- Lynnville
- Melber 1
- Payne
- Pilot Oak
- Pottsville
- Roper
- South Highland
- Stubblefield
- Tri City
- Vealsburg
- Viola
- West Viola
- Westplains
- Wheel

## Gliederung
Das Graves County ist in sieben Census County Divisions (CCD) eingeteilt:
| CCD                    | Einwohner 2010 | Einwohner 2020 | FIPS     |
| ---------------------- | -------------- | -------------- | -------- |
| Fancy Farm CCD         | 2367           | 2307           | 21-91208 |
| Farmington CCD         | 2841           | 3022           | 21-91216 |
| Hickory-Lowes CCD      | 4936           | 4969           | 21-91722 |
| Mayfield CCD           | 14.952         | 15.019         | 21-92256 |
| Sedalia CCD            | 2905           | 2709           | 21-93128 |
| Symsonia CCD           | 5222           | 4915           | 21-93432 |
| Wingo-Water Valley CCD | 3898           | 3708           | 21-93752 |